# Nocturnal Illusion
Nocturnal Illusion (夢幻夜想曲 Mugen Yasoukyoku?) es un videojuego bishōjo eroge japonés, desarrollado por Apricot y distribuido por Excellents Japan el 21 de abril de 1995 para la NEC PC-9801 y fue traducido al inglés, publicado y portado para PC en los Estados Unidos en 1997 por JAST USA. JAST USA más tarde adquirió los derechos para volver a lanzar el juego después que la empresa original de localización de idioma (Brother RCY) se había ido a pique.
En 1998, una versión de 2 CD revisada del juego con mejores gráficos, sonidos y esta vez con las voces de los personajes fue lanzado en Japón, por Apricot. Nunca ha sido traducido, aunque se puede jugar en inglés utilizando ViLE y soporta Linux y Mac. El juego sirvió de inspiración para un juego de aventuras amateur llamado 5 Days a Stranger.
En 2002 fue relanzado junto con May Club en la compilación llamada Milky House Memorial Collection.
En junio de 2012 el juego volvió a salir como parte de la compilación JAST USA Memorial Collection Special Edition.

## Jugabilidad
En este sentido, el protagonista decide alejarse de todo durante sus vacaciones de primavera y pasar su estancia en las montañas. Durante su estancia en la montaña, una enorme tormenta comienza, conduce al desmayo del personaje principal. Una mujer misteriosa le salva y utiliza el placer sexual para mantenerlo caliente. Resulta que ahora está en una mansión que se encuentra fuera del tiempo reglamentario y espacio, con una puerta que solo se abre cuando se elige (aunque no se explica que lo hace, los alimentos, entre otras cosas, se dejan en la puerta por una fuerza desconocida). La mujer que salvó a la protagonista es la señora encargada del lugar. El protagonista decide explorar y cumple con muchas mujeres, lo que conduce a las experiencias sexuales con todos. Al final del juego, la puerta se abre y el personaje principal puede elegir ya sea para quedarse o tomar una mujer de la mansión.

## Personajes
Shin'ichi
El héroe en el juego. El nombre se puede cambiar. Él llega a la mansión después de encontrarse un tifón. Debe escapar del lugar para ganar el juego. Al finalizar el juego, él puede elegir una chica como su pareja que abandone la mansión.
Amante
La señora, a cargo de la mansión, tiene una capacidad casi psíquica en la que se da cuenta cuando alguien va a llegar a la mansión de antelación y siempre parece saber lo que está pasando.
Miwako
La doncella de la mansión y es algo tímida. Cuando tenía 14 años fue enviado lejos de su familia debido a que eran pobres y fue enviada para ser una sirvienta de una familia rica (Las observaciones personaje principal la hace muy antigua, aunque la misteriosa mansión mantiene a su sirvienta).
Maya
Una periodista que ha tenido malas experiencias anteriores con los hombres y los desprecia (debido a oír gente que dice cosas como "ella es sólo una mujer" y que debe convertirse en un ama de casa). Aunque poco a poco el personaje principal la convence de lo contrario.
Misao
Una chica de 18 años (en la versión en Inglés) que se crio en la mansión y actúa de manera muy infantil y es muy inocente en lo que sabe (incluso hasta el punto que no sabe sobre el sexo).
Sari
Una misteriosa mujer que espera a un amante que hace tiempo que salió de la mansión. Es verdaderamente una criatura sobrenatural que vive de la sangre y se transforma en una flor durante el día.
Yukina
Una mujer muy tímida que pasa la mayor parte de su tiempo en su habitación. Se puso de manifiesto que cuando fue encontrado por la dueña fuera de la mansión, que había intentado suicidarse, pero fue lo lamentó profundamente gritando "No quiero morir".
Yura
Pasa la mayor parte de su tiempo en un edificio del templo-como, custodiado por un demonio.
Arisa
Una joven que es mayor de lo que parece.
Caperucita Roja
Asaltada por un lobo, el personaje principal de la salva.
Sirena
Vive dentro de una noria, pero es salvada por el personaje principal que le ayuda a volver al océano. Este personaje está basado en el cuento de la sirena, pero algo más siniestro en algunas partes. Mientras que ella hizo un trato con una bruja del mar para ir a la tierra para ver al príncipe que amaba, el príncipe amaba a otra y según acuerdo de la bruja, era o que el príncipe se enamora de ella o ella se convertiría en espuma del mar.
Aunque ajena a la protagonista se siente patadas dentro de ella, estaba embarazada del hijo del príncipe y por lo que la bruja hizo otro trato. El destino de convertirse en espuma del mar sería eliminado si ella matar al príncipe con un par de tijeras. Ella lo hace y termina en el pozo.
Kusayama
Un hombre que después de beber mucho va a parar a la mansión. Invita al protagonista a beber en su habitación hasta el colapso por la cantidad de alcohol. Algunos de los otros residentes de la mansión no les gusta él debido a su perversidad. Trata de violación Maya, y luego a Yukina, pero es detenido por el personaje principal.